# Alexander Kargaltsev
 (mai 2025).
La mise en forme du texte ne suit pas les recommandations de Wikipédia : il faut le « wikifier ».
Les points d'amélioration suivants sont les cas les plus fréquents. Le détail des points à revoir est peut-être précisé sur la page de discussion.
- Les titres sont pré-formatés par le logiciel. Ils ne sont ni en capitales, ni en gras.
- Le texte ne doit pas être écrit en capitales (les noms de famille non plus), ni en gras, ni en italique, ni en « petit »…
- Le gras n'est utilisé que pour surligner le titre de l'article dans l'introduction, une seule fois.
- L'italique est rarement utilisé : mots en langue étrangère, titres d'œuvres, noms de bateaux, etc.
- Les citations ne sont pas en italique mais en corps de texte normal. Elles sont entourées par des guillemets français : « et ».
- Les listes à puces sont à éviter, des paragraphes rédigés étant largement préférés. Les tableaux sont à réserver à la présentation de données structurées (résultats, etc.).
- Les appels de note de bas de page (petits chiffres en exposant, introduits par l'outil «  Source ») sont à placer entre la fin de phrase et le point final[comme ça].
- Les liens internes (vers d'autres articles de Wikipédia) sont à choisir avec parcimonie. Créez des liens vers des articles approfondissant le sujet. Les termes génériques sans rapport avec le sujet sont à éviter, ainsi que les répétitions de liens vers un même terme.
- Les liens externes sont à placer uniquement dans une section « Liens externes », à la fin de l'article. Ces liens sont à choisir avec parcimonie suivant les règles définies. Si un lien sert de source à l'article, son insertion dans le texte est à faire par les notes de bas de page.
- La présentation des références doit suivre les conventions bibliographiques. Il est recommandé d'utiliser les modèles {{Ouvrage}}, {{Chapitre}}, {{Article}}, {{Lien web}} et/ou {{Bibliographie}}. Le mode d'édition visuel peut mettre en forme automatiquement les références.
- Insérer une infobox (cadre d'informations à droite) n'est pas obligatoire pour parachever la mise en page.

Pour une aide détaillée, merci de consulter Aide:Wikification.
Si vous pensez que ces points ont été résolus, vous pouvez retirer ce bandeau et améliorer la mise en forme d'un autre article.
Alexander « Sasha » Kargaltsev est un artiste, écrivain, photographe, acteur et cinéaste américain né russe en 1985. Suivant l'usage russe, il est souvent appelé "Sacha", l'hypocoristique de son prénom.

## Biographie
Alexander Kargaltsev naît à Moscou. Deux courts métrages lui valent une bourse à l'Université d'État russe de cinéma en 2009 et 2010.
En 2009 il obtient une bourse de la New York Film Academy. Il arrive à New York l'année suivante pour étudier à la New York Film Academy. Il choisit alors de rester aux États-Unis où il demande l'asile,, en raison des conséquences liées à son orientation sexuelle. Cet asile lui est accordé en mai 2011. Durant les neuf mois de l'instruction, de multiples pièces corroborant sa demande sont présentées aux services d'immigration et de naturalisation américains.
Ses photographies les plus célèbres sont les nus masculins, notamment ceux qu'il montrent en 2012, dans son livre Asylum (Asile), portraits nus d'homosexuels demandeurs d'asile aux États-Unis,. Il mène à bien plusieurs actions militantes comme l'organisation d'une manifestation demandant que soit retirée de l'édition russe du magazine Ikea Family Live une photo d'un couple lesbien.
Ses premières mises en scène de théâtre sont, à New York, la pièce The Net à Dixon Place (en), puis Crematorium, écrite par le dramaturge russe Valeriy Pecheykin (en),.

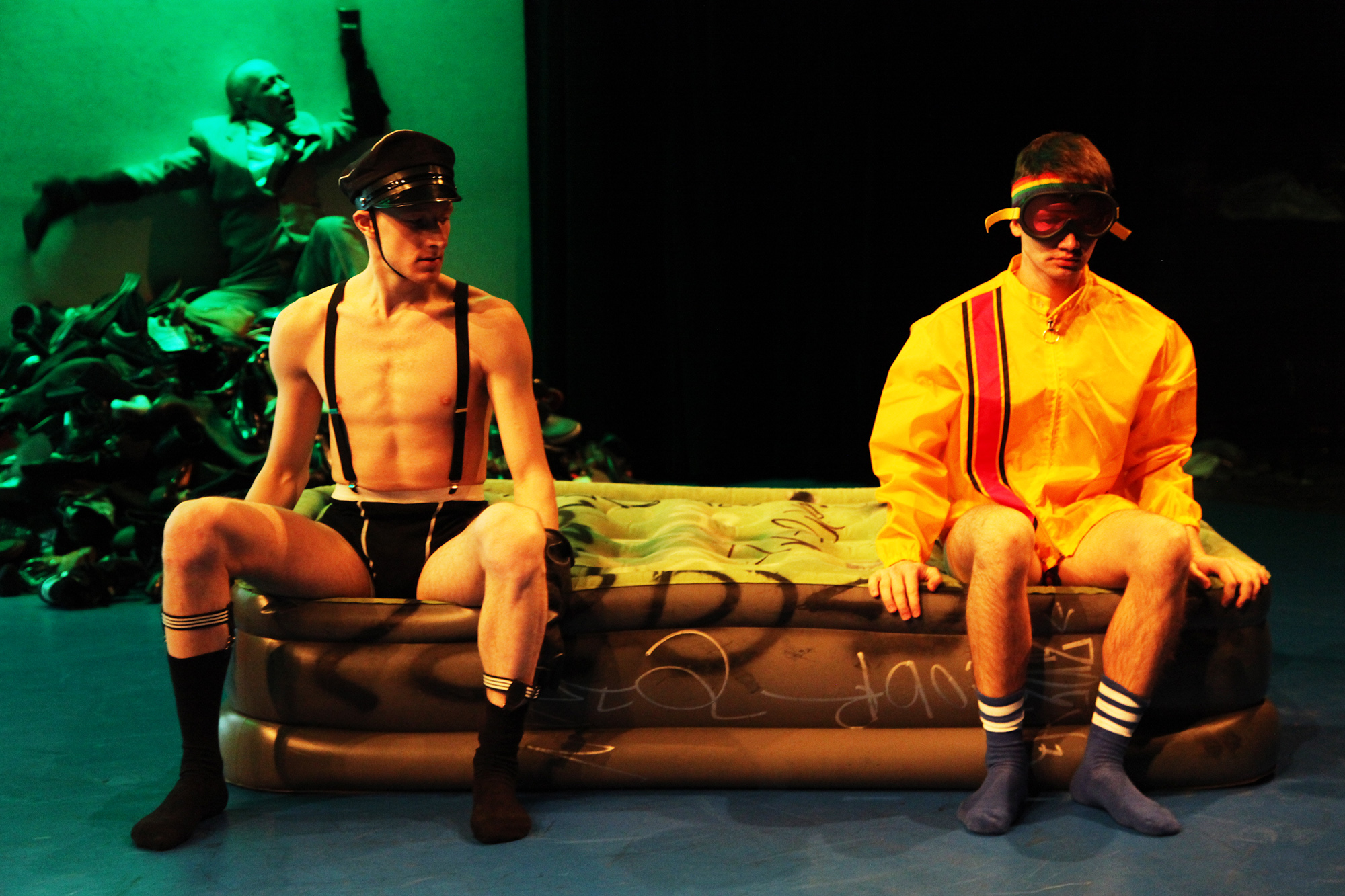
Scène de Crematorium
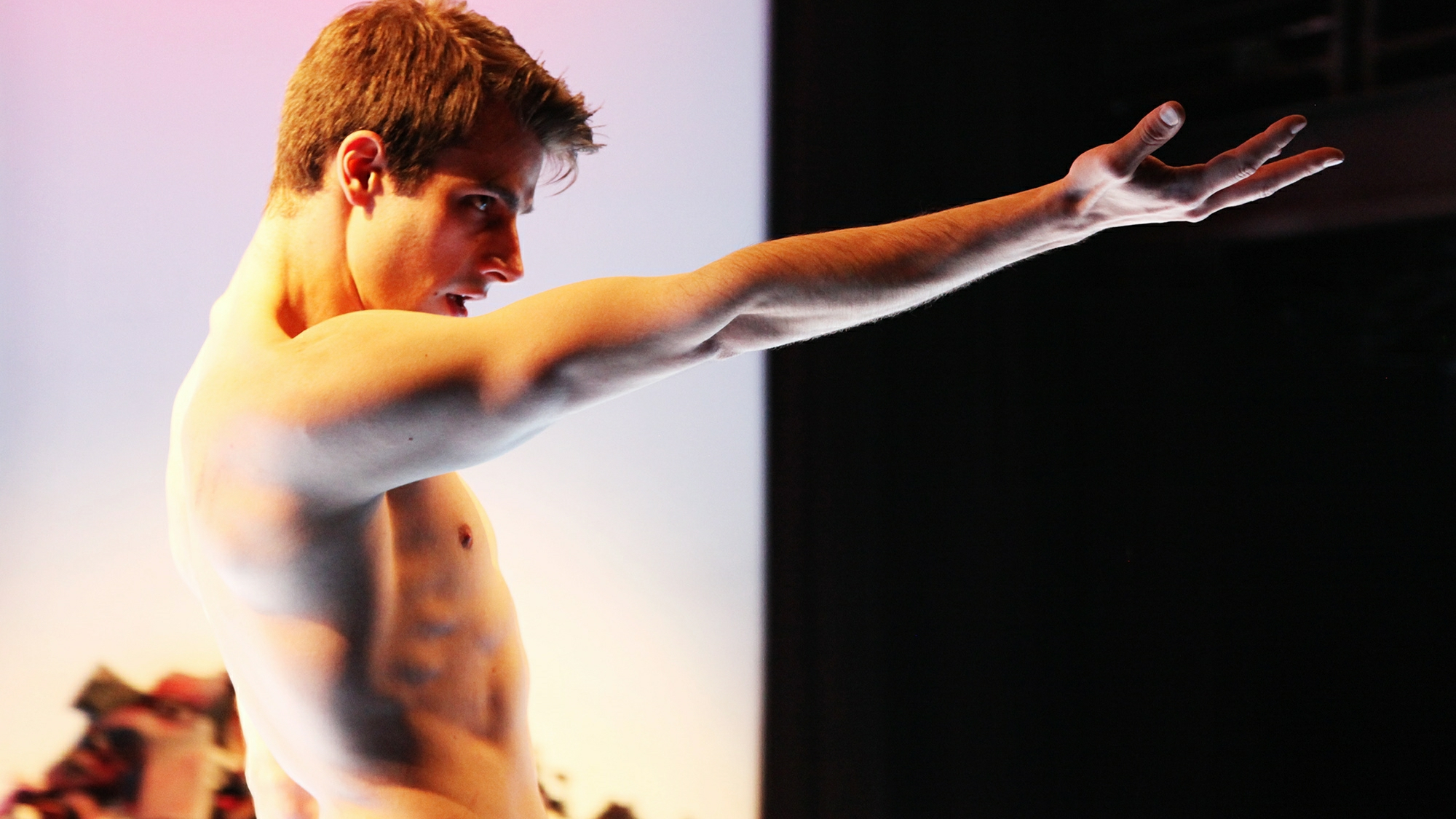
Photo promotionnelle
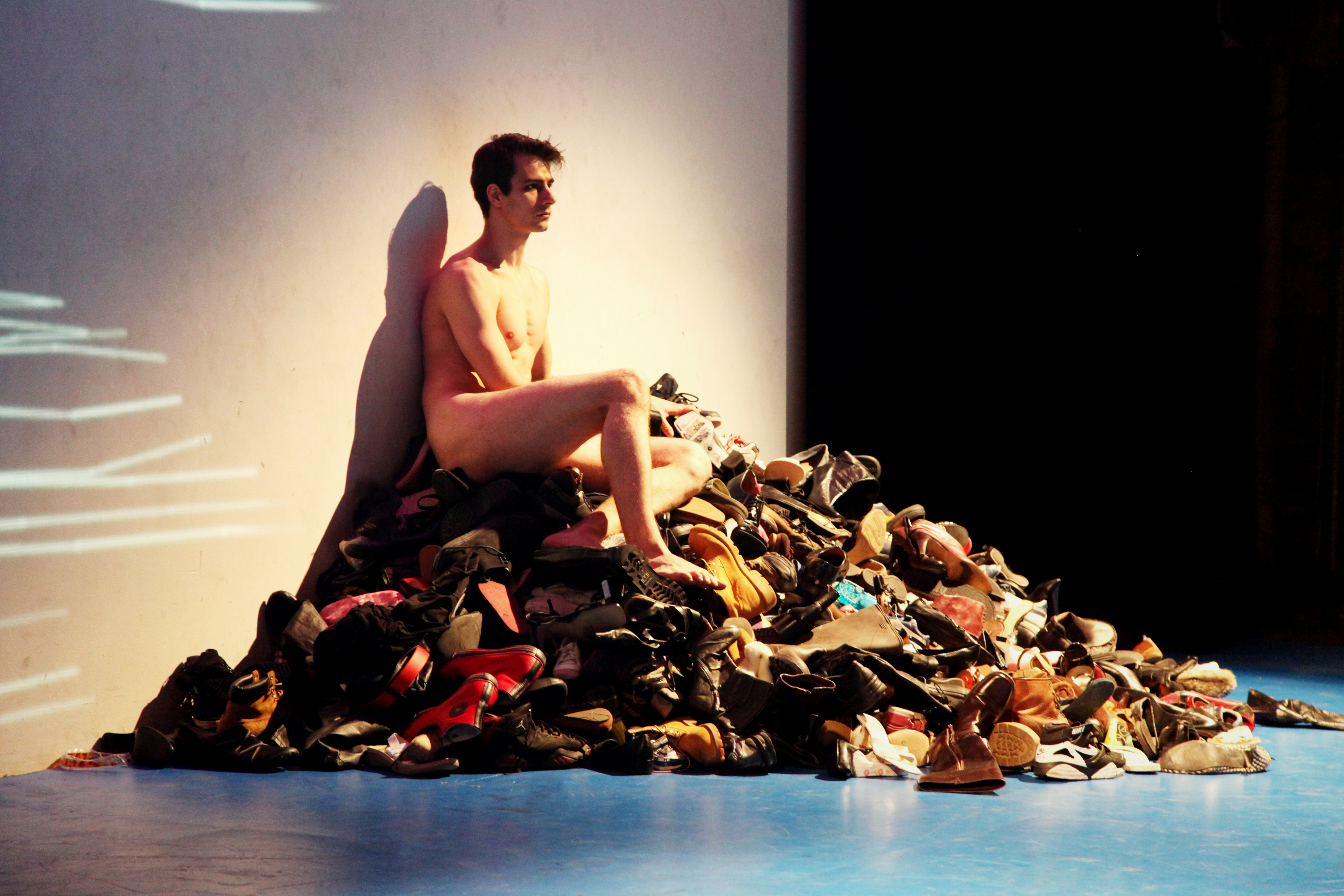
Représentation
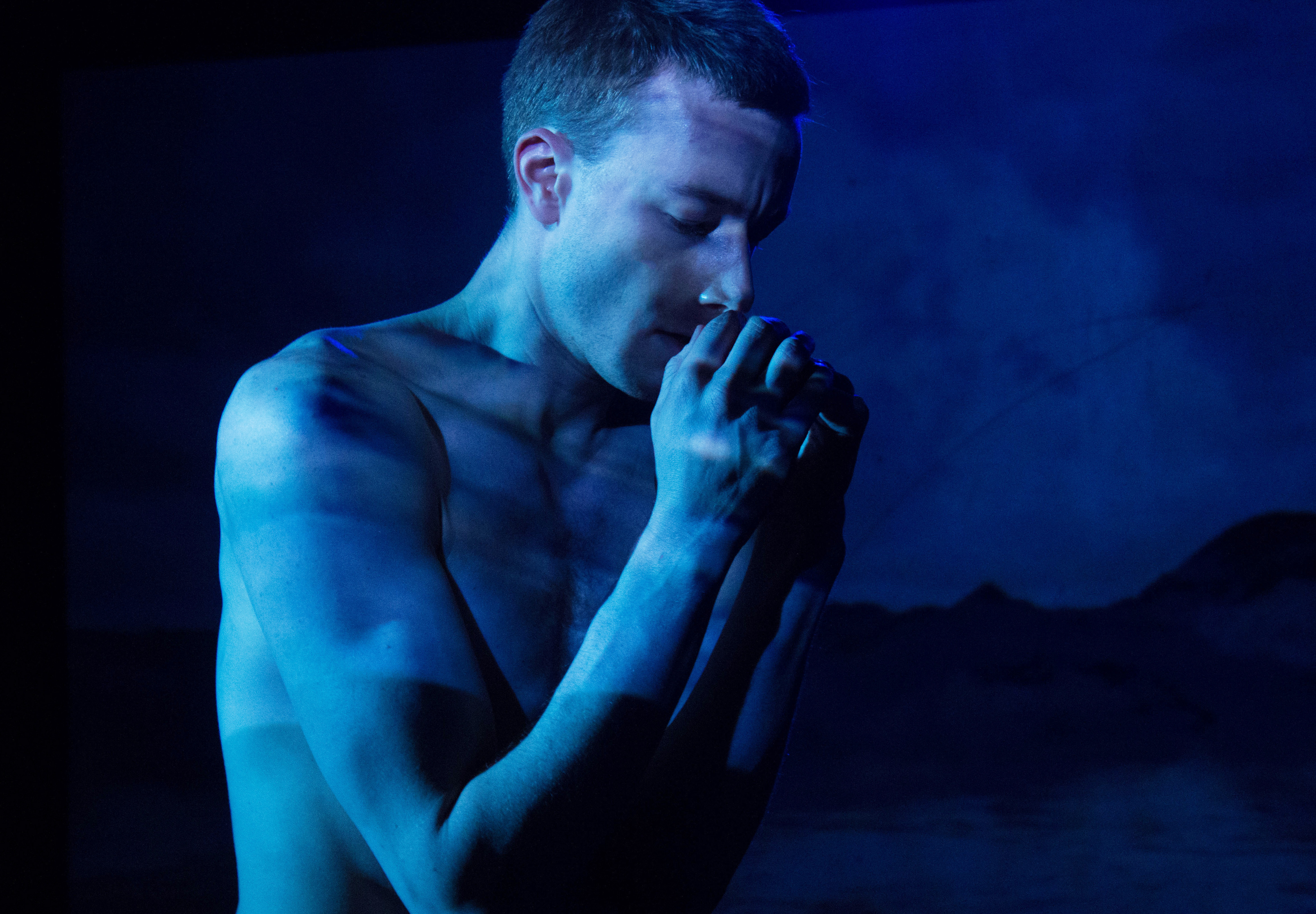
Représentaion

### Polémique Joukova
À l'occasion des Jeux olympiques d'hiver de 2014 est publiée une photo de la Russo-américaine Dacha Joukova qui se représente assise sur une femme noire à demi nue, jambes levées. En réponse à cette photo qu'il qualifie d'« injustice visuelle » et d'« offense », Kargaltsev photographie un homme noir nu, assis sur un homme blanc, nu lui aussi, dont il tient les jambes en l'air, accompagnée du texte signé suivant :
« It deeply saddens me to see that racism is now being glamorized and thus made not only acceptable but trendy by the likes of Ms. Zhukova. My own composition reverses the visual injustice and offense perpetrated by that editorial and in a way restores the equality of genders, races, and sexual orientations. Sadly, I understand very well that my work will be seen by most Russians as provocative and inappropriate, while that repulsive image (published on Martin Luther King’s Day of all days in a year) will hardly make anyone over there shake their head. — Sasha Kargaltsev »
— Sasha Kargaltsev

        
« Je suis profondément triste de voir le racisme glamourisé et rendu non seulement acceptable mais à la mode pour des gens comme MlleJoukova. Ma composition renverse l'injustice visuelle et l'injure perpétrées par cet éditorial et entend restaurer un peu de l'égalité des genres, des races et des orientations sexuelles. Je comprends très bien que, malheureusement, la plupart des Russes verront mon travail comme provocant et inapproprié, alors même que l'image répugnante, publiée [par Mme Joukova] le jour de Martin Luther King, ne fera guère hocher la tête à quiconque. »

## Expositions

### Expositions solos
- 2011 « Mol' ». galerie de polaroides, Moscou
- 2012 « Asile ». Commissaire : Ivan Savvine. Galerie "287 Spring". New York [16]
- 2014 "Last Polaroïds". Musée d'art Leslie Lohman, New York[17]
- 2017 "Disassembled". Galerie Friedman, New York[18].

### Expositions collectives
- 2010 "Hung Checking Out the Contemporary Male". "Gitana Rosa Williamsburg" Gallery. New York City[19],[20].
- 2013 "Queerussia: the hidden (p)art". Galerie 'Mooiman', Groningen, Pays-Bas[21].
- 2014 "Juicy". "Gitana Rosa Williamsburg" Gallery. New York City[22].
- 2015 "Same as You". Curated by Igor Zeiger. "Mazeh 9" Municipal youth art center gallery. Tel Aviv[23],[24]
- 2020 "The dark male model, Forbidden words". Galerie MooiMan. Groningue[25].
- 2020 "Eros and Thanatos". Commissaire : Igor Zeiger, "Beam Collective" gallery. Jaffa

## Publications
- (en) Asylum, Alexander Kargaltsev, 2012 (ISBN 978-0-9883289-0-7)

## Collections
Les œuvres de Kargaltsev sont dans la collection permanente du Musée Leslie-Lohman d'art gay et lesbien.